# Joelia Tymosjenko
Joelia Volodymyrivna Tymosjenko (Oekraïens: Юлія Володимирівна Тимошенко, [ˈjuʎijɑ β̞oloˈdɪmɪriu̯nɑ tɪmoˈʃɛnko]) (Dnjepropetrovsk, 27 november 1960) is een Oekraïense onderneemster en politica. Van 24 januari tot 8 september 2005 en van 18 december 2007 tot 3 maart 2010 was zij premier van Oekraïne. Tymosjenko is de lijsttrekster van het Blok Joelia Tymosjenko en de partijleider van de belangrijkste partij daarbinnen, de Vaderlandpartij.

## Burgerlijke levensloop

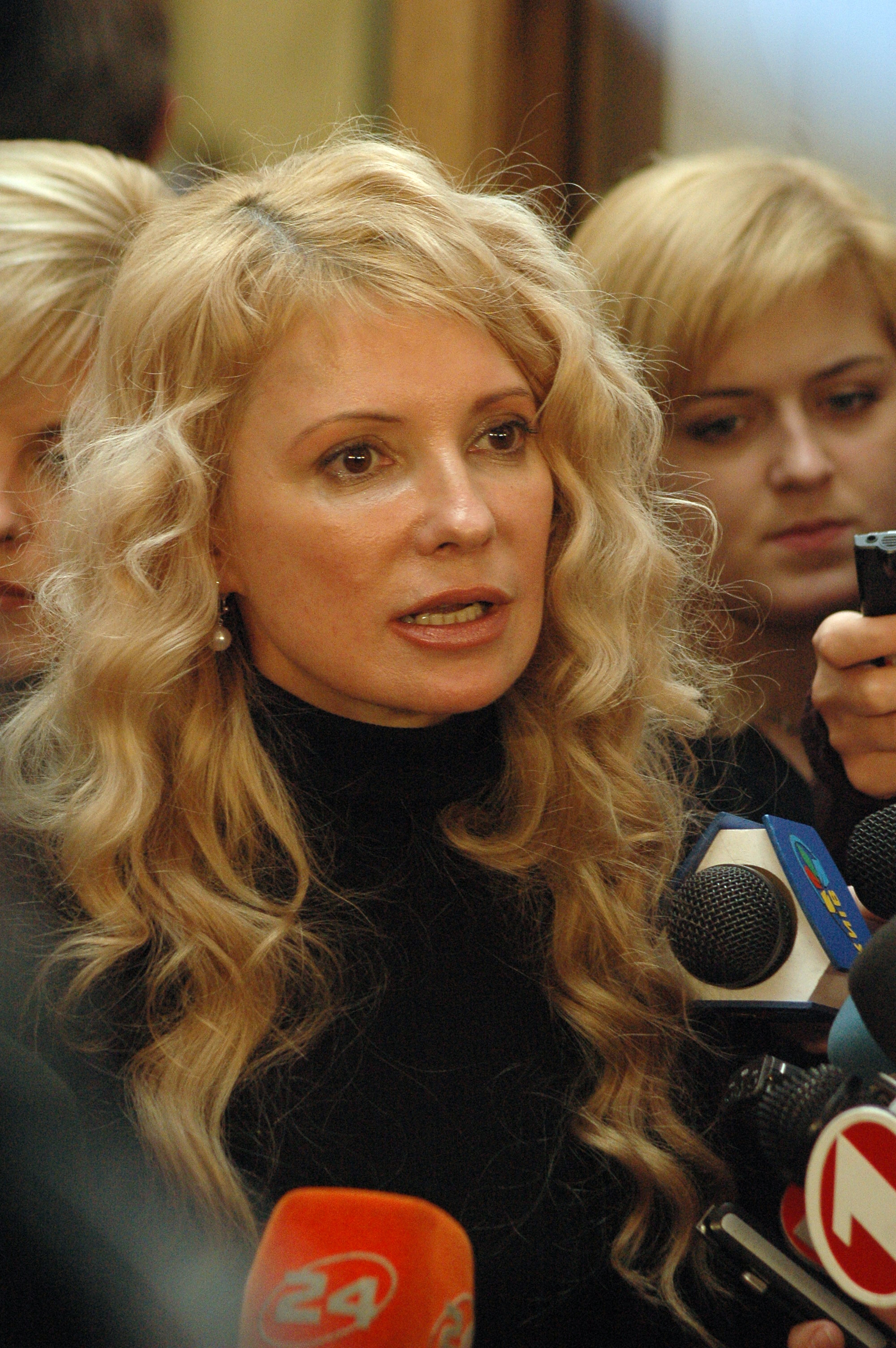
Tymosjenko zonder vlecht

Tymosjenko voltooide in 1984 haar studie economie in haar geboorteplaats Dnipro. In 1988 begon zij samen met haar echtgenoot Oleksandr Tymosjenko een bedrijf, dat zich na het bereiken van  de Oekraïense onafhankelijkheid in 1991 toelegde op regeringscontracten. In de jaren 1996-1997 was zij voorzitter van de Verenigde Energiesystemen Oekraïne.

## Politieke carrière

### Parlementslid
In december 1996 werd zij lid van het Oekraïense parlement, de Verchovna Rada. Tevens werd zij vicevoorzitter van de partij Hromada, die destijds werd geleid door oud-premier Pavlo Lazarenko. Nadat laatstgenoemde het land in 1998 was ontvlucht en in de Verenigde Staten gearresteerd op verdenking van het witwassen van zwart geld, liet Tymosjenko de partij omdopen tot de Vaderlandpartij (Batkivsjtsjyna). In 1997 en 1998 was zij ook voorzitter van de begrotingscommissie van de Verchovna Rada.

### Minister; aanklacht wegens vermeende corruptie
Bij de presidentsverkiezingen van 1999 steunde zij Leonid Koetsjma en verschafte het presidentiële kamp een parlementaire meerderheid. In ruil daarvoor verkreeg zij in december 1999 de positie van vicepremier belast met energie in de regering van premier Viktor Joesjtsjenko. Haar bestrijding van de corruptie en een door haar geïnitieerde drastische liberalisering van de mijnbouwsector leverden haar echter veel vijanden op, vooral onder de Oekraïense (en Russische) oligarchen. Ook haar betrekkingen met president Koetsjma verslechterden. In augustus 2000 werd haar echtgenoot gearresteerd; hem werd verweten de staatskas voor honderden miljoenen dollars te hebben benadeeld. In de herfst van hetzelfde jaar werd ook Joelia Tymosjenko zelf aangeklaagd. In januari 2001 moest zij haar positie in de regering opgeven en in februari werd zij op verdenking van corruptie gearresteerd. Alle aanklachten tegen haar werden in maart door het gerechtshof in Kiev ongeldig verklaard en Tymosjenko werd vrijgelaten.
Na haar aftreden als lid van de regering richtte Tymosjenko samen met andere politici een Forum van Nationale Redding op, dat op veel weerstand en hindernissen van staatswege stuitte. Tijdens de campagne voor de parlementsverkiezingen van maart 2002 raakte zij zwaargewond bij een ernstig auto-ongeluk, waarvan de omstandigheden nooit opgehelderd zijn. Niettemin behaalde het liberale Blok Joelia Tymosjenko (BJoeT) 7,2 % van de stemmen.

### Premier (2005)
Zie ook: Geschiedenis van Oekraïne - Regering Joesjtsjenko met Tymosjenko
Tymosjenko was medeoprichter van de coalitie Syla Narodu ("Kracht van het Volk"), die bij de presidentsverkiezingen van 2004 de kandidatuur van Viktor Joesjtsjenko steunde. Zij speelde een prominente rol in de Oranjerevolutie, die volgde op de frauduleuze overwinning van Viktor Janoekovytsj. Kort na zijn beëdiging tot president benoemde Joesjtsjenko op 24 januari 2005 Joelia Tymosjenko tot kandidaat-premier; op 4 februari werd deze benoeming door het parlement bekrachtigd. De relatie tussen president Joestsjenko en premier Tymosjenko verslechterde na de Oranjerevolutie. President Joestsjenko wilde een snelle liberalisering van de economie, Tymosjenko was voorstander van staatscontrole en desnoods hernationalisatie van bedrijven die al geprivatiseerd waren.
Aan de eerste regering-Tymosjenko kwam op 8 september van hetzelfde jaar een voortijdig einde, toen president Joesjtsjenko haar en haar regering na een vermeend corruptieschandaal op het hoogste niveau en bloc naar huis stuurde. Tymosjenko werd opgevolgd door de gouverneur van de oblast Dnjepropetrovsk, Joeri Jechanoerov.

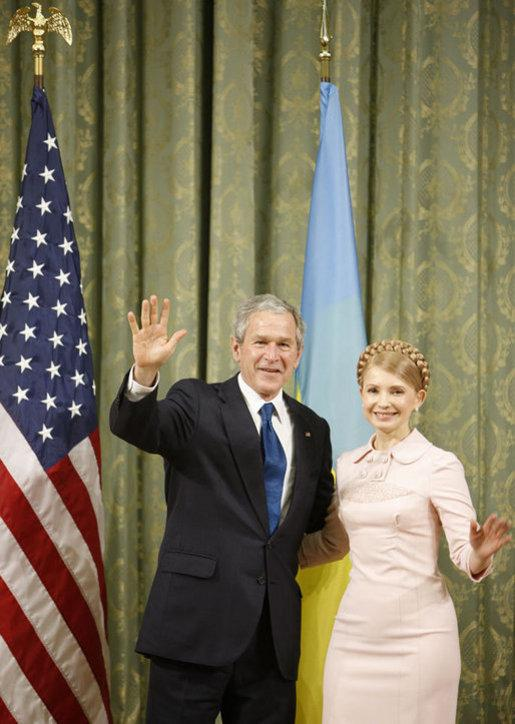
Joelia Tymosjenko met George W. Bush (april 2008)

### Opnieuw premier (2007-2010)
Op 26 maart 2006 deed ze als lijsttrekker voor BJoeT mee aan de parlementsverkiezingen. De partij kwam overtuigend als tweede uit de bus met 22,29% van de stemmen. Op 25 mei 2006 nam zij als fractievoorzitter van haar partij zitting in het parlement. Tijdens de parlementsverkiezingen van 2007 verkreeg BJoeT 30,71% van de stemmen. Op 18 december 2007 werd ze met 226 van de 450 parlementsstemmen opnieuw tot premier verkozen.

#### Gasruzie januari 2009
Op oudejaarsdag 2008 staakte Rusland de gasleveranties aan Oekraïne, waarmee ook de gasleveranties aan West-Europa via Oekraïne in gevaar leken te komen. Er was onenigheid tussen Oekraïne en Rusland over de afbetaling van een schuld van 1½ dan wel 2 miljard dollar, en over de nieuwe gasprijs voor 2009. Het Russische staatsenergiebedrijf Gazprom wilde de prijs verhogen van 179,50 dollar per duizend kubieke meter naar 250 dollar.
Mogelijk speelden, behalve deze commerciële aspecten, ook politieke factoren een rol. De Russische regering nam het Oekraïne zeer kwalijk dat het tijdens de
Russisch-Georgische Oorlog van augustus 2008 de kant had gekozen van Georgië; ook was Rusland zeer gekant tegen het Oekraïense streven naar NAVO-lidmaatschap.
Uiteindelijk sloot het Oekraïense staatsenergiebedrijf 17 januari 2009 een nieuw contract met Gazprom, waarin de prijs was verhoogd van 169 naar 330 euro per 1000 kubieke meter.

### Verloren presidentsverkiezing
In februari 2010 verloor Tymosjenko in de tweede ronde van de presidentsverkiezing van Viktor Janoekovytsj, met 45,5% van de stemmen tegen 49%. Op 3 maart nam de Verchovna Rada (het Oekraïense parlement) een motie van wantrouwen tegen de (tweede) regering-Tymosjenko aan (met 243 van de 450 stemmen), waarna zij aftrad. Haar opvolger als premier werd Mykola Azarov.

### Veroordeling wegens vermeend machtsmisbruik

#### Aanhouding
In december 2010 startte een gerechtelijk onderzoek naar mogelijk misbruik van overheidsgelden door Tymosjenko. Zij vermoedde dat het onderzoek er was gekomen onder druk van Janoekovytsj. Zij werd in augustus 2011 gearresteerd en hoorde een maand later 7 jaar cel tegen zich eisen.

#### Veroordeling
Op 11 oktober 2011 werd Tymosjenko veroordeeld tot zeven jaar gevangenisstraf.
De rechter oordeelde dat Tymosjenko “haar macht heeft gebruikt voor misdadige doeleinden” door Oekraïne’s staatsenergiebedrijf Naftogaz aan te zetten tot een overeenkomst met het Russische Gazprom. Hij meende dat Tymosjenko in januari 2009 zonder toestemming van haar kabinet Naftogaz heeft gedwongen een nieuw contract met Gazprom te ondertekenen en documenten heeft vervalst.
De Verenigde Staten en de Europese Unie noemden de rechtszaak politiek gemotiveerd en de aanklacht "een selectieve vervolging van politieke tegenstanders"; de Russische toenmalige premier Vladimir Poetin, die de gasovereenkomst had getekend, zei het oordeel van de rechter niet te begrijpen. Hij noemde het "gevaarlijk en contraproductief om het hele pakket van overeenkomsten in twijfel te trekken".
Joelia Tymosjenko veronderstelde dat dit proces tegen haar politiek van aard was. Tijdens een pauze van de rechtszitting zei ze tegen de pers: “U weet heel goed dat dit vonnis niet wordt uitgesproken door de rechter, maar door president Janoekovytsj. Deze strafzaak is uit de duim gezogen. Janoekovytsj keert terug naar 1937”. Daarmee doelde ze op de showprocessen van Stalin tegen zijn tegenstanders tijdens zijn Grote Zuivering tussen 1934 en 1939.
Ook in West-Europa werd getwijfeld aan de onafhankelijkheid van deze rechter, en van rechtbanken in Oekraïne in het algemeen. De jonge rechter die het oordeel velde over Tymosjenko was pas twee jaar in functie en zijn aanstelling moest drie jaar later nog door het parlement worden bekrachtigd. Het is daarom denkbaar, dat hij met zijn oordeel in het gevlei trachtte te komen bij de partijen die president Janoekovytsj steunden en die op dat moment het parlement domineerden.
Eerst werd Tymosjenko vastgehouden in de Loekjanivska-gevangenis in Kiev. Op 30 december 2011 werd zij overgeplaatst naar de Kachanivska-strafkolonie in Charkov.

#### Gezondheid en hongerstaking
Op 20 april 2012 ging Tymosjenko in hongerstaking, volgens haar advocaten als protest tegen de oneerlijke gebeurtenissen in het land en tegen de dingen die haar waren aangedaan in de gevangenis. Ze zou zijn geslagen door de bewakers. Een bewaker gaf haar, door een deken heen, een stomp in haar maag. Haar dochter zei het bewijs te hebben gezien: een blauwe plek van 8 à 10 centimeter. Timosjenko zou stoppen met haar hongerstaking. Volgens haar dochter Jevgenia zou ze naar een ziekenhuis in Charkov worden gebracht. Daar zou ze door een Duitse arts worden behandeld. Timosjenko had ernstige rugklachten, maar ze verzette zich lang tegen behandeling, omdat ze bang was dat ze zou worden vergiftigd. Toen Oekraïne beloofde dat Duitse artsen de behandeling zouden uitvoeren, stemde ze er toch mee in. Eind augustus 2012 lag ze nog steeds in het ziekenhuis wegens rugletsel, dat ze naar eigen zeggen had opgelopen in de cel.

#### Hoger beroep
Op 26 juni 2012 zou bij de hoogste rechtbank het hoger beroep van Tymosjenko dienen. Die dag waren Pat Cox en Aleksander Kwaśniewski als waarnemer namens het Europees Parlement aanwezig in Oekraïne. De rechter besloot die dag echter, de zaak uit te stellen tot 12 juli, mocht de rechter de rechtszaak opnieuw uitstellen, dan kon Tymosjenko zich niet meer tijdig inschrijven als kandidaat voor de parlementsverkiezingen in oktober 2012 (waarvoor men in Oekraïne geen strafblad mag hebben). Destijds kon men er in Oekraïne niet van uitgaan dat een rechter onafhankelijk was; Tymosjenko was een politiek tegenstander van toenmalig president Janoekovytsj. Op 29 augustus 2012 verwierp de rechtbank het hoger beroep.

#### Politiciboycot EK-voetbal
Zie ook: Europees kampioenschap voetbal 2012 - Politieke boycot
Op 31 mei 2012 liet Frankrijk weten, dat er naast de president, ook geen Franse ministers of staatssecretarissen aanwezig zouden zijn bij het Europees kampioenschap voetbal 2012 in Oekraïne, wegens de manier waarop het land met de oppositie omging. Groot-Brittannië liet iets soortgelijks weten. De Duitse ministers van Sport en van Ontwikkelingssamenwerking hadden ook reeds besloten niet aanwezig te zullen zijn bij de groepswedstrijden van het Duitse team in Oekraïne; Bondskanselier Merkel liet weten, haar besluit daarover nog uit te stellen, afhankelijk van de situatie van Tymosjenko. Merkel liet 20 juni weten, de wedstrijd Duitsland-Griekenland, op 22 juni in het Poolse Gdansk, te zullen bijwonen.
Op 1 mei gaf de Nederlandse regering aan, weg te blijven bij wedstrijden in Oekraïne als niet vóór het toernooi de behandeling en procesgang van gevangenen, onder wie Tymosjenko, zouden verbeteren. De Nederlandse minister van Sport, Edith Schippers, liet op 8 juni weten, de wedstrijd op 9 juni van het Nederlandse elftal in Charkov bij te zullen wonen. De Nederlandse regering vond een politiciboycot ongepast, mede omdat de behandeling van Tymosjenko inmiddels beter zou zijn; zij zou nu onder behandeling staan van buitenlandse artsen en Europese politici hadden “zo ongeveer dagelijks” contact met de advocaten van Tymosjenko, en ook  omdat Tymosjenko zich tegen een dergelijke boycot had uitgesproken.
Een advocate van Tymosjenko, mevrouw Telitsjenko gaf, tijdens haar reis in Europa tussen 17 en 23 juni 2012, aan dat Europese staatshoofden het EK voetbal zouden moeten boycotten, om zo president Janoekovytsj onder druk te zetten. Dat Tymosjenko zich juist tégen een boycot had uitgesproken, moest volgens Telitsjenko worden opgevat als de uitspraak van een politica die het nationale voetbalfeest niet wilde verpesten, maar tegelijk de boodschap wilde geven: blijf weg.

### Aanklacht wegens moord
In de week 17 tot 23 juni 2012 meldde een openbaar aanklager, een strafzaak tegen Tymosjenko te zullen openen wegens moord op een zakenman in 2006. Toentertijd had president Janoekovytsj tegen de pers gezegd, dat Tymosjenko bij die moord betrokken zou zijn geweest.

## Vrijlating

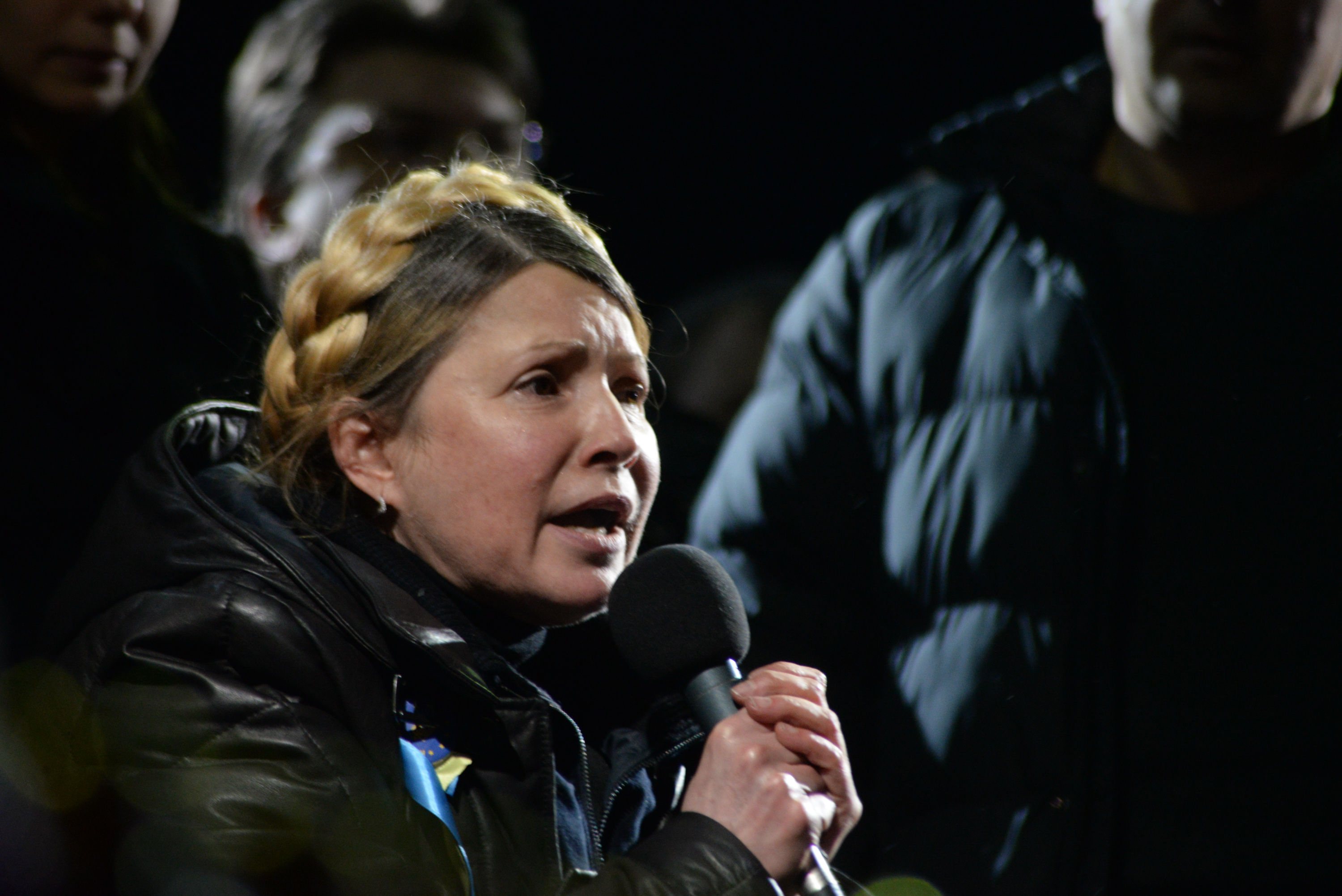
Tymoshenko spreekt het Euromaidan toe.

De macht van de belangrijkste politieke tegenstander en toenmalig president van Oekraïne, Viktor Janoekovytsj, nam af door de in november 2013 begonnen pro-westerse Euromaidan-protesten die uitmondden in gewelddadige confrontaties tussen binnenlandse troepen en demonstranten en het begin van de Revolutie van de Waardigheid in februari 2014. Om de crisissituatie het hoofd te bieden, stemde Janoekovytsj ermee in om een tijdelijke overgangsregering te formeren totdat er nieuwe presidentsverkiezingen uit zouden worden geschreven. Dit gebeurde op aanraden van verschillende EU-landen. Oekraïense oppositiepartijen kregen hierdoor meer invloed bij de besluitvorming. Zo werden bondgenoten van Tymosjenko gekozen tot parlementsvoorzitter (Oleksander Toertsjynov) en minister van Binnenlandse Zaken. Op 21 februari 2014 werd in het Oekraïense parlement gestemd voor een wetswijziging die de vrijlating van Tymosjenko mogelijk zou maken. Deze wetswijziging hield in dat zij onder snellere procedures vrij kon worden gelaten, zonder goedkeuring van de president. Op 22 februari 2014 werd Tymosjenko na een stemming in het parlement vrijgelaten uit het ziekenhuis waar zij vast zat.

## Verdere politieke loopbaan

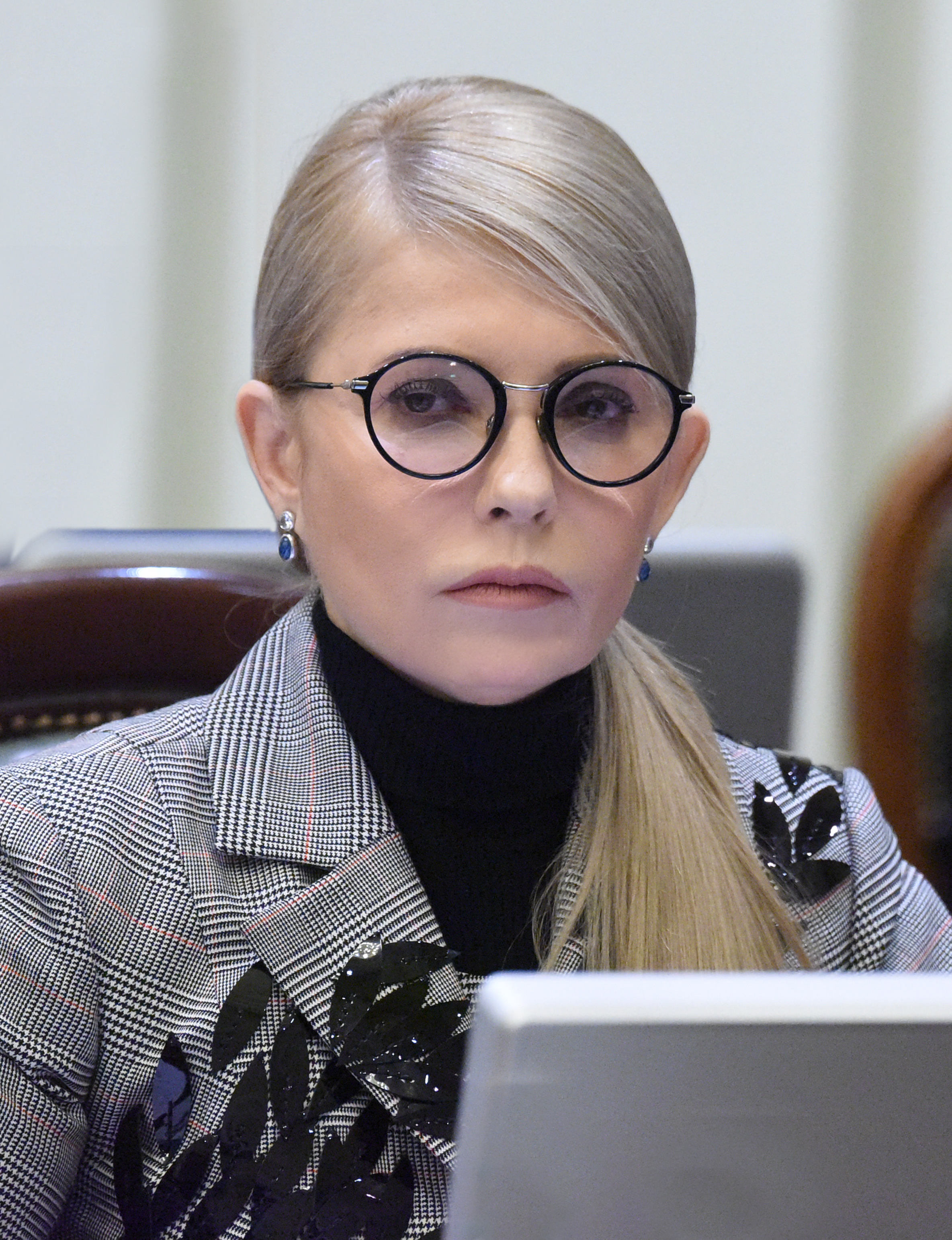
Joelia Tymosjenko in 2018

Vlak na haar vrijlating stelde Tymosjenko zich presidentskandidaat en sprak op het Euromaidan in Kiev, waar ze zowel met gejuich als gefluit werd onthaald. Ze nam deel aan de Oekraïense presidentsverkiezingen 2014 voor de Vaderlandpartij. Doordat de partijloze zakenman Petro Porosjenko in de eerste ronde al een meerderheid van 56% haalde, werd hij bij de eerste stemming al tot president verkozen. Tymosjenko had 12 procent gehaald.
Joelia Tymosjenko was opnieuw presidentskandidaat voor de Al-Oekraïense Unie "Vaderland" bij de Oekraïense presidentsverkiezingen 2019. Hoewel haar veel kansen werden toebedeeld sneuvelde haar kandidatuur in de eerste ronde waar ze als derde eindigde. Bij de tweede ronde bleven enkel de twee eerst geklasseerden in de running: Volodymyr Zelensky van Sluha Narodu, die uiteindelijk won en president werd, en de zittende president Petro Porosjenko, die als onafhankelijke opkwam.